# Janusz Wojciechowski
Janusz Czesław Wojciechowski (ur. 6 grudnia 1954 w Rawie Mazowieckiej) – polski prawnik, urzędnik i polityk, sędzia. Poseł na Sejm II i IV kadencji (1993–1995, 2001–2004), poseł do Parlamentu Europejskiego V, VI, VII i VIII kadencji (2004–2016). Prezes Najwyższej Izby Kontroli (1995–2001), wicemarszałek Sejmu IV kadencji (2001–2004), prezes Polskiego Stronnictwa Ludowego (2004–2005), audytor w Europejskim Trybunale Obrachunkowym (2016–2019), komisarz UE ds. rolnictwa (2019–2024).

## Życiorys
Syn Jana i Marii. Wychowywał się we wsi Regnów, gdzie w 1969 ukończył szkołę podstawową. Absolwent Liceum Ogólnokształcącego im. Marii Skłodowskiej-Curie w Rawie Mazowieckiej z 1973. W 1977 ukończył studia na Wydziale Prawa i Administracji Uniwersytetu Łódzkiego. Od 1977 do 1980 pracował jako asesor w Prokuraturze Wojewódzkiej w Skierniewicach. W latach 1980–1993 orzekał jako sędzia. Do 1985 pracował w Sądzie Rejonowym w Rawie Mazowieckiej oraz Sądzie Rejonowym w Skierniewicach, od 1985 do 1990 w Sądzie Wojewódzkim w Skierniewicach, a od 1990 do 1993 w Sądzie Apelacyjnym w Warszawie. Sprawował funkcję członka Krajowej Rady Sądownictwa w latach 1990–1993. Jest autorem lub współautorem komentarzy do kodeksu karnego i ustaw karnych, a także artykułów naukowych i publicystycznych w dziedzinie prawa oraz o charakterze społeczno-prawnym.
W 1984 wstąpił do Zjednoczonego Stronnictwa Ludowego. Od 1993 do 1995 sprawował mandat posła na Sejm II kadencji z listy Polskiego Stronnictwa Ludowego. Od 1994 do 1995 sprawował urząd podsekretarza stanu w Urzędzie Rady Ministrów. W 1995 został wybrany głosami SLD i PSL na funkcję prezesa Najwyższej Izby Kontroli, którą sprawował do 2001. W latach 1991–1993 pełnił funkcję sędziego Trybunału Stanu.
W 2001 ponownie został posłem IV kadencji z okręgu piotrkowskiego, wybrano go na wicemarszałka Sejmu. Od maja do lipca 2004 był europosłem V kadencji w ramach delegacji krajowej. W wyborach w tym samym roku wybrano go do Parlamentu Europejskiego VI kadencji z województwa łódzkiego.
Sprawował funkcję prezesa PSL od 16 marca 2004 do 29 stycznia 2005. Podał się do dymisji po tym, jak partia opowiedziała się przeciwko utworzeniu wraz z ZChN i Centrum komitetu wyborczego „Zgoda”. Pełnił następnie funkcję prezesa zarządu wojewódzkiego PSL w Łodzi. W lutym 2006 za złamanie statutu (przejście do frakcji UEN bez zgody władz partii) został wykluczony z PSL, przystąpił do nowego ugrupowania pod nazwą Polskie Stronnictwo Ludowe „Piast”. W wyborach do Parlamentu Europejskiego w 2009 uzyskał liczbą 56 292 głosów reelekcję, kandydując jako przedstawiciel Stronnictwa „Piast” z listy Prawa i Sprawiedliwości. Do 2009 stał na czele rady politycznej Stronnictwa „Piast”. W listopadzie 2010 przystąpił do Prawa i Sprawiedliwości. Miesiąc wcześniej, w łódzkim biurze poselskim tej partii, zabity został jego asystent Marek Rosiak. W wyborach do Parlamentu Europejskiego w 2014 z listy PiS po raz kolejny uzyskał mandat eurodeputowanego.
W grudniu 2015 został zgłoszony przez rząd Beaty Szydło jako przedstawiciel Polski w Europejskim Trybunale Obrachunkowym zamiast zgłoszonego przez poprzedni rząd Macieja Berka. W kwietniu 2016 Parlament Europejski w tajnym głosowaniu negatywnie zaopiniował jego kandydaturę. Pomimo negatywnej opinii PE w tym samym miesiącu otrzymał nominację na to stanowisko decyzją Rady Unii Europejskiej (z kadencją od maja 2016).
W sierpniu 2019, po uprzedniej rezygnacji z kandydowania złożonej przez Krzysztofa Szczerskiego, został polskim kandydatem na stanowisko komisarza UE ds. rolnictwa w nowej Komisji Europejskiej kierowanej przez Ursulę von der Leyen. Kadencję na tym stanowisku rozpoczął 1 grudnia 2019, a zakończył 30 listopada 2024. Podjął następnie praktykę w zawodzie adwokata.

## Odznaczenia
- Krzyż Oficerski Orderu Odrodzenia Polski (2017)[19]

## Życie prywatne
Jest żonaty, ma dwóch synów. Brat Grzegorza. Hobbystycznie uprawia biegi (startował w maratonach), podnoszenie ciężarów i narciarstwo.